# James L. Elliot
James L. Elliot, född 19 juni 1943 i Columbus, Ohio, död 3 mars 2011 i Wellesley, Massachusetts, var en amerikansk astronom och forskare som tillsammans med Edward W. Dunham och Jessica Mink upptäckte Uranus ringar. Elliot var även en del av den forskargrupp som upptäckte den globala uppvärmningen på Triton, Neptunus största måne.
Elliot föddes år 1943 och mottog sin filosofie kandidat från Massachusetts Institute of Technology (MIT) år 1965 och blev filosofie doktor vid Harvard University år 1972. Han är för närvarande Professor of Physics samt Professor of Earth, Atmospheric, and Planetary Sciences vid Massachusetts Institute of Technology, samt rektor för George R. Wallace, Jr. Astrophysical Observatory som är en del av Massachusetts Institute of Technology School of Science.
Asteroiden 3193 Elliot är uppkallad efter honom.
Även om det förekommer debatt om det verkligen var Elliot et al som upptäckte Uranus ringar, eller om det var William Herschel som först upptäckte dem år 1797, så har Elliot et al fått stöd som upptäckare av många i forskarsamhället.